# 紀元前20年代
紀元前20年代（きげんぜんにじゅうねんだい）は、西暦による紀元前29年から紀元前20年までの10年間を指す十年紀。

## できごと
- ローマ帝国でパクス・ロマーナ（紀元前27年-180年）が始まった。

## 主な人物
- アウグストゥス:ローマ帝国の皇帝（紀元前27年 - 14年）